# Areca rechingeriana
Areca rechingeriana är en enhjärtbladig växtart som beskrevs av Odoardo Beccari. Areca rechingeriana ingår i släktet Areca och familjen Arecaceae. Inga underarter finns listade i Catalogue of Life.